# Frédéric-Gabriel-Marie-François de Marguerye
Pour les articles homonymes, voir Marguerye.
Frédéric-Gabriel-Marie-François de Marguerye, né le 8 mars 1802 à Sainte-Marguerite-des-Loges, mort le 20 janvier 1876 à Paris, est un évêque catholique français.

## Biographie
Fils de Gabriel-Laurent de Marguerye, chevau-léger de la garde du corps du roi, puis lieutenant de cavalerie, chevalier de Saint-Louis, et de Marie-Catherine-Adélaïde de Bonnet, son épouse.
Il fut ordonné prêtre à la fin de sa théologie au grand séminaire de Bayeux le 31 juillet 1825. Enseignant au collège Stanislas de Paris, puis aumônier du collège royal de Besançon de 1828 à 1832, chanoine et vicaire général de Soissons, de 1833 à 1837, il est nommé évêque de Saint-Flour le 2 octobre 1837
Évêque d'Autun le 15 octobre 1851, il est autorisé par un bref apostolique du 19 juillet 1853 à prendre le titre d'évêque d'Autun, Chalon, et Mâcon. Il joint à ce titre celui de prélat assistant au trône pontifical.
Au mois de novembre 1857, il rend visite à Eugène de Mazenod (1782-1861), évêque de Marseille (1837-1861), pour lui demander quelques missionnaires. Sa demande fut acceptée, et en mars 1858, une communauté d'Oblats de Marie-Immaculée fut installée dans un immeuble près de l'église paroissiale Saint-Jean dont Marguerye leur confia la cure. Ils prêchèrent avec succès 18 missions et Marguerye remercia le fondateur de l'ordre. À la fin du mois de juillet 1859, Mazenod rendit visite à Marguerye dans sa ville d'Autun, et fut fait pour l'occasion chanoine d'honneur du chapitre. La même année, au début de novembre, Marguerye, vint apporter un bras de saint Lazare comme relique et fit une retraite chez les Oblats à Notre-Dame de la Garde
En mai 1861, après le décès de Mazenod, et l'attitude du clergé marseillais envers les Oblats, Marguerye offre à ces derniers le pensionnat que les Dames du Sacré-Cœur venaient de fermer à Autun. L'évêque y vint souvent les visiter et y présida même les examens.
Atteint par la limite d'âge, il donne sa démission en 1872 et se retire à Paris, chez les lazaristes, où il meurt le 20 janvier 1876. Son oraison funèbre fut prononcé par l'abbé Lelong.

## Armoiries
D'azur à trois marguerites de pré au naturel posées 2 et 1
Grand sceau ovaleaux armes susdites, dans un cartouche accompagné des attributs ordinaires, du pallium, de l'étoile de la Légion d'honneur. En haut la devise et en légende FREDERICUS GABRIEL MARIA FRANCISCUS DE MARGUERYE EPISCOPUS ÆDUENSIS
Petit sceaumême arrangement: légende Évêché d'Autun.

## Devise
« Honneur passe richesse »

## Distinctions
- Officier de la Légion d'honneur (16 juin 1856[4])

### Iconographie
- Portrait en pied par Joachim Issarti (Aurillac, 1814-Paris, 1862)[5], conservé dans la salle capitulaire de l'ancien évêché aujourd'hui Musée de la Haute-Auvergne à Saint-Flour.